# Šáhbáz Šaríf
Mian Muhammad Šáhbáz Šaríf (paňdžábsky a urdsky میاں محمد شہباز شریف‎; * 23. září 1951) je pákistánský politik, který sloužil jako 23. premiér Pákistánu od 11. dubna 2022 do 13. srpna 2023. V současnosti je předsedou Pákistánské muslimské ligy (N) (PML-N). Předtím ve své politické kariéře působil třikrát jako hlavní ministr Paňdžábu, což z něj činí nejdéle sloužícího hlavního ministra Paňdžábu v historii.
Šáhbáz byl v roce 1988 zvolen do provinčního shromáždění Paňdžábu a v roce 1990 do Národního shromáždění Pákistánu. V roce 1993 byl do shromáždění Paňdžábu zvolen znovu a jmenován vůdcem opozice. Dne 20. února 1997 byl poprvé zvolen hlavním ministrem nejlidnatější pákistánské provincie Paňdžáb. Po pákistánském převratu v roce 1999 strávil Šáhbáz spolu se svou rodinou roky ve vyhnanství v Saúdské Arábii. V roce 2007 se vrátil do Pákistánu. Šáhbáz byl jmenován hlavním ministrem na druhé funkční období po vítězství PML-N v provincii Paňdžáb ve všeobecných volbách v Pákistánu v roce 2008. Ve všeobecných volbách v roce 2013 byl potřetí zvolen hlavním ministrem Paňdžábu a ve svém funkčním období působil až do porážky jeho strany ve všeobecných volbách v roce 2018. Během svého působení ve funkci hlavního ministra se Šáhbáz těšil pověsti vysoce schopného a pracovitého politika. V Paňdžábu inicioval ambiciózní infrastrukturní projekty a byl známý svou efektivní správou. Šáhbáz byl nominován na předsedu Pákistánské muslimské ligy (N) poté, co byl jeho bratr Naváz Šaríf zbaven výkonu funkce v důsledku kauzy Panama Papers. Po volbách v roce 2018 byl nominován na vůdce opozice.
V prosinci 2019 Národní úřad pro odpovědnost (NAB) zmrazil 23 nemovitostí patřících Šáhbázovi a jeho synovi Hamzovi Šarífovi a obvinil je z praní špinavých peněz. Dne 28. září 2020 NAB zatkla Šáhbáze u vrchního soudu v Láhauru a znovu ho obvinila z praní špinavých peněz. Ve vazbě zůstal až do soudního procesu. Dne 14. dubna 2021 ho vrchní soud v Láhauru propustil na kauci. Uprostřed pákistánských politických krizí v letech 2020–2022 byl 11. dubna 2022 po vyslovení nedůvěry Imranu Chánovi zvolen premiérem.

## Rodina a osobní život

### Mládí a vzdělání
Šáhbáz se narodil 23. září 1951 do rodiny Šárifů, pandžábsky mluvící kašmírské politické rodiny v Láhauru v Paňdžábu v Pákistánu. Jeho otec, Muhammad Šaríf, byl obchodník a průmyslník z vyšší střední třídy, jehož rodina emigrovala z Anantnagu v Kašmíru za obchodem a nakonec se na začátku dvacátého století usadila ve vesnici Džati Umra v okrese Amritsar v Paňdžábu. Rodina jeho matky pocházela z Pulwamy. Po rozdělení Indie a vyhlášení nezávislosti Pákistánu v roce 1947 se jeho rodiče přestěhovali z Amritsaru do Láhauru. Navštěvoval Střední školu sv. Antonína v Láhauru.
Šáhbáz získal titul Bachelor of Arts na Government College University v Láhauru.
Po ukončení studia se připojil k rodinné skupině Ittefaq Group. V roce 1985 byl zvolen prezidentem Obchodní a průmyslové komory Láhauru.

### Rodina
Má dva bratry, Abáse Šarífa a Naváze Šarífa. Naváz byl třikrát zvolen premiérem Pákistánu. Jeho švagrová Kulsúm Navázová Šarífová byla první dámou Pákistánu po tři nenásledující období.
Šáhbáz se v roce 1973 oženil s Nusrat Šáhbázovou. Měli čtyři děti: Salmána, Hamzu a sestry dvojčata, Džaveriu a Rabiu.
V roce 2003 se Šáhbáz oženil se svou druhou manželkou Temínou Durraniovou. Žije v rodinném domě v Láhauru v paláci Raiwind.

### Bohatství
Šáhbáz je profesí obchodník a společně s dalšími členy rodiny vlastní Ittefaq Group, multimilionový ocelářský konglomerát.
V roce 2013 bylo konstatováno, že Šáhbáz je s majetkem 336 900 000 PKR (67,38 milionu CZK v tehdejším kurzu) bohatší než jeho starší bratr Naváz.

## Premiér Pákistánu
Dne 10. dubna 2022 byl Šaríf nominován jako kandidát na premiéra opozičními stranami po vyslovení nedůvěry úřadujícímu premiérovi Imranu Chánovi po pákistánské ústavní krizi v roce 2022.
Předsedou vlády byl zvolen 11. dubna 2022. Tentýž den složil přísahu do rukou předsedy senátu Sadika Sanjraniho. Ten zastupoval prezidenta Árifa Alvího, který byl na zdravotní dovolené.

## Kniha
- ʻAzm o himmat kí dástán (عزم و همت كى داستان; „Příběh odhodlání a odvahy“), Láhaur: Sharīf Publīcations, 2000, 72 s. Historie a obchodní úsilí Šarífů.